# 京都大学大学院人間・環境学研究科・総合人間学部

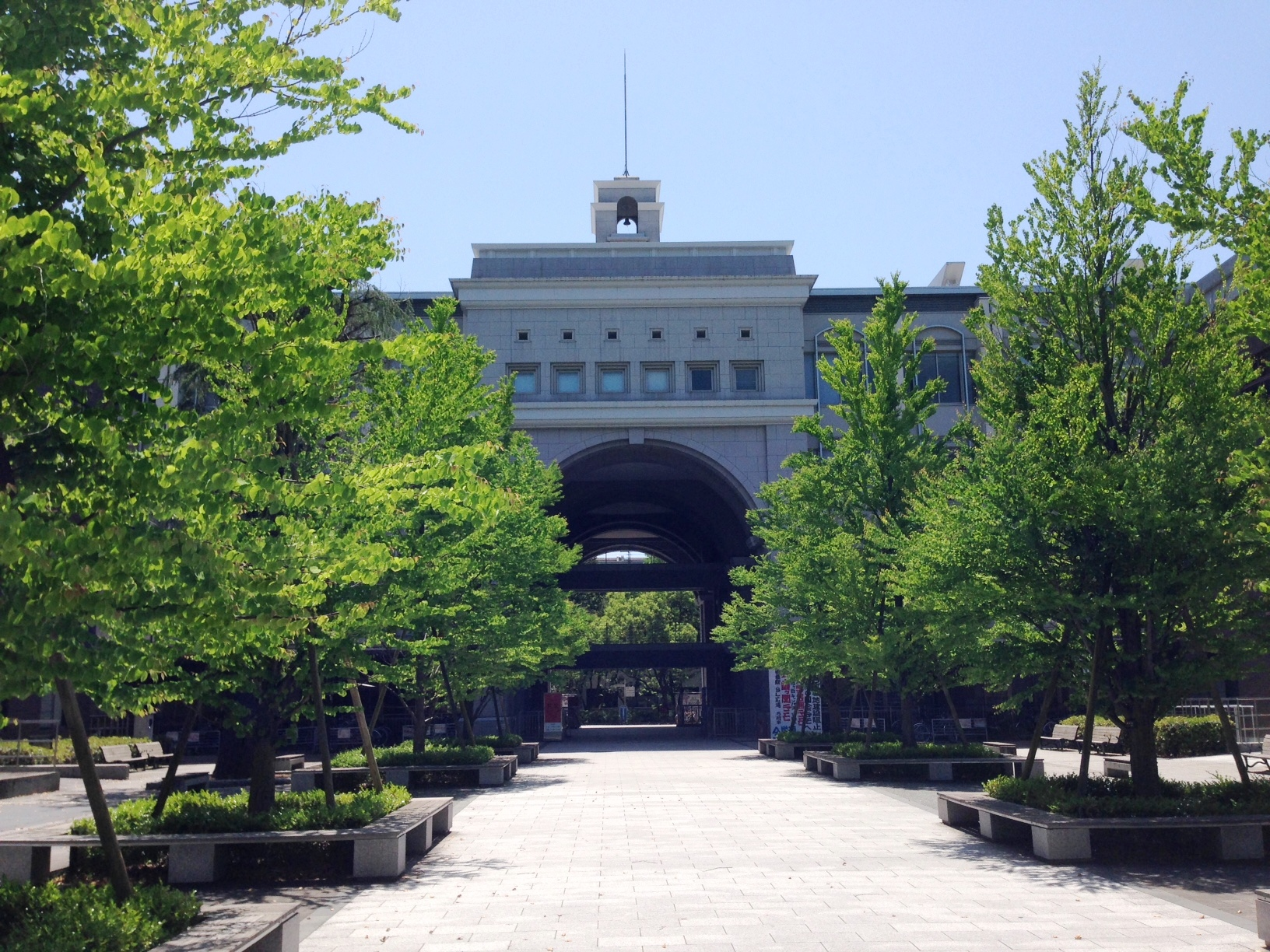
吉田南総合館北棟・エントランス

京都大学大学院人間・環境学研究科（きょうとだいがくだいがくいんにんげん・かんきょうがくけんきゅうか、英称：Graduate School of Human and Environmental Studies）は、京都大学大学院に設置される研究科の一つである。また、京都大学総合人間学部（きょうとだいがくそうごうにんげんがくぶ、英称：Faculty of Integrated Human Studies）は、京都大学に設置される学部の一つである。

## 概要
京都大学の教養部改革および大学院改革構想により、1991年4月に大学院人間・環境学研究科が、1992年10月に総合人間学部が設置された。
人間・環境学研究科では、環境・自然・人間・文明・文化を対象とする幅広い学問分野の連携を通じて、人間と環境のあり方を理解し、より良い関係を構築するための新たな文明観、自然観を創出することを目的としている。
総合人間学部は、人間活動を広く深くとらえることで自然との結び付きに新たな次元を確立し、人文科学、社会科学、自然科学を融合した新しい学問の体系（「人間の学」）で人類が直面している様々な問題を解決することを目的としている。
大学院人間・環境学研究科は、京大で初めての学部を持たない独立研究科であったが、2003年4月の改組により、総合人間学部の教員組織は大学院人間・環境学研究科へ統合した。
人間・環境学研究科は発足当初は人間・環境学専攻の単一専攻であったが、2003年の改組により、現在は共生人間学専攻、共生文明学専攻、相関環境学専攻の3専攻編成となっている。総合人間学部は発足以来4学科（人間学科、国際文化学科、基礎科学科、自然環境学科）編成であったが、2003年の改組により、総合人間学科の1学科5学系（人間科学系、認知情報学系、国際文明学系、文化環境学系、自然科学系）編成となっている。

## 沿革
- 1963年（昭和38年）4月 教養部を設置。
- 1991年（平成3年）4月 大学院人間・環境学研究科を設置（基礎となる学部を持たない独立研究科として設置）。
- 1992年（平成4年）10月 総合人間学部を設置。
- 1993年（平成5年）3月 教養部を廃止。
- 2003年（平成15年）4月 大学院人間・環境学研究科と総合人間学部の教員組織を統合（他学部のように大学院を母体とする学部に改組）。

## 教育と研究

### 組織

#### 総合人間学部
総合人間学科の1学科であり、5学系から構成されている。
- 総合人間学科
  - 人間科学系
  - 認知情報学系
  - 国際文明学系
  - 文化環境学系
  - 自然科学系

令和6年4月、組織再編の結果、1学科5学系から1学科10講座に再編成された。
結果として、以下の10講座から構成されている（大学院も同じ構成である）。
- 数理・情報科学講座
- 人間・社会・思想講座
- 芸術文化講座
- 認知・行動・健康科学講座
- 言語科学講座
- 東アジア文明講座
- 共生世界講座
- 文化・地域環境講座
- 物質科学講座
- 地球・生命環境講座

#### 人間・環境学研究科
3つの専攻で構成され、部局内センターとして学際教育研究部が附置されている。
- 共生人間学専攻
- 共生文明学専攻
- 相関環境学専攻
- 学際教育研究部

令和5年4月、組織再編の結果、3専攻が人間・環境学専攻1専攻に統合された（上記、学部と同じ10講座制）。

## 同窓会
総合人間学部、大学院人間・環境学研究科に共通する同窓会に「京都大学静照会」がある。